# Dipoldsgrün (Wüstung)
Die Wüstung Dipoldsgrün ist eine Wüstung in der Nähe von Ruppertsgrün, Gemeindeteil der Stadt Bad Weißenstadt im oberfränkischen Landkreis Wunsiedel.
Der Ort erschien urkundlich 1346 im Besitz der Familie von Hirschberg. In einer Urkunde bestätigten die Hirschberger Besitzungen des Klosters Waldsassen. Diese umfassten den Sitz auf dem Rudolfstein und verschiedene umliegende Dörfer. Abt Franz Kübel veräußerte die Herrschaft Rudolfstein an die Nürnberger Burggrafen Johann und Albrecht. Rüdiger von Sparneck, der mit diesem Verkauf nicht einverstanden war, erhob Ansprüche auf Besitzungen und Rechte im Weißenstädter Gebiet. Durch ein Schiedsgericht unter Vermittlung des Weidaer Vogtes Heinrich der Ältere wurde dieser Streit mit Ausnahme von Dipoldsgrün zugunsten des Klosters entschieden. 1414 ließ sich Friedrich von Sparneck die Rechte erneut bestätigen. Danach wurde der Ort nicht mehr erwähnt. Er lag nordöstlich von Ruppertsgrün am Oberlauf der Wulgera.